# Danh sách điểm cực trị của Hồng Kông
Điểm cực trị của Hồng Kông là những địa điểm có tọa độ xa nhất về phía bắc, nam, đông và phía tây của Hồng Kông khi so với bất kỳ vị trí nào khác trên lãnh thổ của đặc khu, cũng như các vị trí cao nhất và thấp nhất ở nơi đây. Do có hình dạng của một bán đảo nên hầu hết các điểm cực của Hồng Kông đều tiếp giáp với biển, chỉ riêng cực Bắc là nằm hoàn toàn trên đất liền. Điểm cực Bắc của Hồng Kông hiện nay nằm tại núi Bạch Hổ Sơn, Quận Bắc. Điểm cực Tây là Kê Dực Giác (Li Đảo), một hòn đảo tàn dư của đảo Đại Tự Sơn. Cực Đông của Hồng Kông tọa lạc trên đảo Đông Bình Châu; cực Nam nằm trên đảo Bồ Đài trong quần đảo Bồ Đài. Với độ cao 957 mét (3.140 ft), Đại Mạo Sơn là nơi cao nhất của toàn đặc khu. Trong khi đó, nơi sâu nhất thuộc về vùng biển Loa Châu Môn, với độ sâu −66 mét (−220 ft) dưới mực nước biển. Tất cả các điểm cực trị của Đặc khu hành chính Hồng Kông đều không có tranh chấp.
Danh sách này sử dụng tọa độ Hệ thống trắc địa thế giới (WGS84). Ngoài ra, giá trị độ cao âm biểu thị cho vùng đất dưới mực nước biển.

## Danh sách

### Cực địa lý
| Điểm cực | Vị trí         | Tên bản địa           | Hình ảnh              | Tiếp giáp  | Hành chính | Toạ độ                                            | Chú thích   |
| -------- | -------------- | --------------------- | --------------------- | ---------- | ---------- | ------------------------------------------------- | ----------- |
| Cực Đông | Đông Bình Châu | 東平洲 Tung Ping Chau | Tải lên hình ảnh khác | Biển Đông  | Đại Bộ     | 22°32′26″B 114°26′29″Đ / 22,540556°B 114,441389°Đ | [ 2 ] [ 3 ] |
| Cực Tây  | Kê Dực Giác    | 雞翼角 Kai Yet Kok    | Tải lên hình ảnh khác | Biển Đông  | Li Đảo     | 22°13′01″B 113°50′06″Đ / 22,216944°B 113,835°Đ    | [ 4 ] [ 5 ] |
| Cực Nam  | Bồ Đài         | 蒲台 Po Toi           | Tải lên hình ảnh khác | Biển Đông  | Li Đảo     | 22°09′21″B 114°15′22″Đ / 22,155944°B 114,256249°Đ | [ 6 ] [ 7 ] |
| Cực Bắc  | Bạch Hổ Sơn    | 白虎山 Pak Fu Shan    | Tải lên hình ảnh khác | Thâm Quyến | Quận Bắc   | 22°33′30″B 114°09′59″Đ / 22,558333°B 114,166389°Đ | [ 8 ] [ 9 ] |

### Cực địa chất
| Điểm cực  | Vị trí       | Tên bản địa          | Hình ảnh              | Độ cao             | Hành chính  | Toạ độ                                            | Chú thích     |
| --------- | ------------ | -------------------- | --------------------- | ------------------ | ----------- | ------------------------------------------------- | ------------- |
| Cao nhất  | Đại Mạo Sơn  | 大帽山 Tai Mo Shan   | Tải lên hình ảnh khác | 957 mét (3.140 ft) | Thuyên Loan | 22°24′43″B 114°07′23″Đ / 22,411811°B 114,123144°Đ | [ 10 ] [ 11 ] |
| Thấp nhất | Biển Đông    | 南海 South China Sea | Tải lên hình ảnh khác | 0 mét (0 ft)       | –           | –                                                 | [ 12 ] [ 13 ] |
| Sâu nhất  | Loa Châu Môn | 螺洲門 Lo Chau Mun   | Tải lên hình ảnh khác | −66 mét (−220 ft)  | Li Đảo      | 22°10′44″B 114°15′22″Đ / 22,17888°B 114,2562°Đ    | [ 10 ] [ 14 ] |